# Raymond J. Bowman
Raymond Jerold "Robert" Bowman (Rochester, 2 de abril de 1924-Leipzig, 18 de abril de 1945) fue un soldado de infantería estadounidense que luchó en Segunda Guerra Mundial.

## Primeros años, servicio militar, y muerte
Raymond Jerold Bowman nació en Rochester, Nueva York el 2 de abril de 1924, siendo el quinto de siete niños de George y Florence Rebecca Ward Bowman. Después de graduarse en el instituto, Bowman fue reclutado por el Ejército de Estados Unidos el 21 de junio de 1943 . El 5 de julio de 1943 fue asignado a la Compañía D del 23.º Regimiento de Infantería de la 2.ª División de Infantería, donde más tarde fue asignado para manejar una ametralladora. En enero de 1944, fue enviado al Reino Unido como preparación para Operación Overlord. Posteriormente sirvió en Francia, donde fue herido en acción el 3 de agosto de 1944, y más tarde en Bélgica y Alemania. Durante su servicio logró el rango de soldado de primera clase .
El 18 de abril de 1945 en Leipzig, Alemania, mientras Bowman y otras tropas luchaban para asegurar un puente de una posición dentro de un edificio de apartamentos, Bowman fue muerto por un francotirador alemán mientras recargaba su ametralladora M1917 Browning . El célebre fotógrafo Robert Capa capturó imágenes las imágenes previas y posteriores a su muerte, que se convirtió en un reportaje en la revista Life bajo el título de "La fotografía del último hombre en morir." El artículo de revista de la Life no identificaba los soldados en las fotografías por el nombre, pero la familia lo reconoció por el alfiler pequeño con sus iniciales que siempre llevaba prendido en su solapa.

## Honores y premios
Bowman Recibió muchos honores por su servicio, incluyendo la Medalla de Estrella del Bronce, una Medalla de Buena Conducta y dos Corazones Púrpuras.

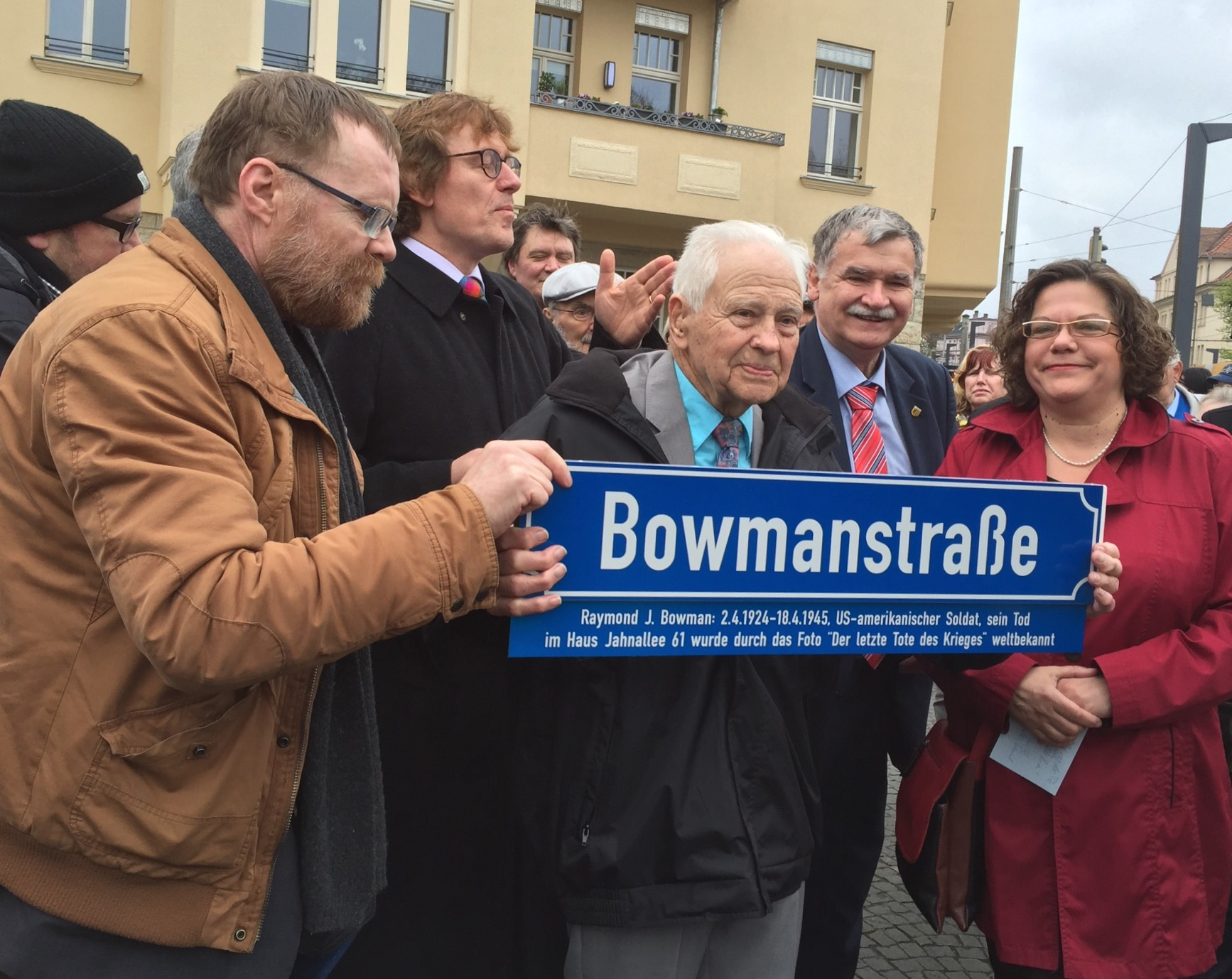
Veterano Lehman Riggs que luchaba junto a Bowman al morir, en 2016 en Leipzig con el cartel de la calle que lleva el nombre de Bowman.

En julio de 2015, la ciudad de Leipzig, Alemania votó para re-nombrar la calle delante del edificio de apartamento donde Bowman fue asesinado como Calle Bowman (Bowmanstraße). La ceremonia tuvo lugar encima 17 de abril de 2016. El apartamento contiene un monumento pequeño con Capa fotografías e información sobre Bowman.